# Labyrinten til troldkongens slot
Labyrinten til troldkongens slot (org.titel: Labyrinth) er en amerikansk-britisk musical-fantasy-film fra 1986, instrueret af Jim Henson. Den omhandler den 14-årige Sarahs (Jennifer Connelly) søgen for at nå midten af en labyrint, for at få sin halvbror Toby tilbage, som hun tidligere havde ønsket væk til troldkongen Jareth (David Bowie).

## Handling
Denne artikel mangler et handlingsreferat. Hjælp os med at skrive det.

## Medvirkende
- David Bowie som Jareth, troldkongen
- Jennifer Connelly som Sarah Williams
- Toby Froud som Toby Williams, Sarahs halvbror
- Christopher Malcolm som Robert, Sarah og Tobys far
- Shelley Thompson som Irene, Tobys mor og stedmor til Sarah
- Natalie Finland som labyrint-feerne

Blandt troldekongens undersåtter ses blandt andet Kenny Baker og Warwick Davis.

## Soundtrack
Ud over soundtracket af Trevor Jones blev følgende fem numre, der er skrevet af David Bowie til filmen, benyttet; "Magic Dance", "Chilly Down", "As The World Falls Down", "Within You" og "Underground".